# Pijin
Pijin är ett kreol-språk som talas på Salomonöarna. Det är nära besläktat med de språk som talas i Papua Nya Guinea och i Vanuatu och liknar även språket vid Torres sund. Det har sitt ursprung i den mestadels engelska vokabulär som användes på 1800-talet bland handelsmän i västra Stilla havet, men utvecklades och spred sig främst under 1900-talet. Trots att det inte har en officiell status och ingen strikt definierad grammatik är det det mest gångbara språket på Salomonöarna.